# ミズヒキガニ
ミズヒキガニ（水引蟹、学名: Eplumula phalangium）は、甲殻綱十脚目ミズヒキガニ属に属するカニである。

## 分布
青森県 - 南九州

## 特徴
水深300メートルまでの海底に生息。甲長は約1センチメートルで、3対の歩脚は約8センチメートルある。4番目の歩脚は短く、先端がハサミのような形状になっていて、これでシロガヤなどのヒドロ虫類を挟み外敵を威嚇する。
名の由来は、水引のように4番目の歩脚を上げていることからついた。